# عيشة بنت أحمدو
عيشة بنت أحمدو وتُكتب في بعض المصادر عائشة (أو عيشة) منت أحمدو هي كاتبة موريتانية تكتبُ في الغالب باللّغة بالفرنسية.

## الحياة المُبكّرة والتعليم
وُلدت عيشة بنت أحمدو في مدينةبوتلميت، وأكملت تعليمها الابتدائي والثانوي في العاصمة نواكشوط، حيث تخصَّصت بعدها في شعبة العلوم.

## المسيرة المهنيّة
كتبت وتكتبُ عيشة بنت أحمدو الشعر والمقالات والقصص، وصدر العديد منها محليًا في نواكشوط، كما ترجمت أيضًا بعض الأشعار الأجنبيّة للغة العربية. في التسعينيات بدأت العمل على رواية La couleur de vent التي نُشرت في عام 2014. تحدثت عن عملها في أكثر من مرّة في المؤتمرات والندوات الأدبية.

## قائمة أعمالها
هذه قائمةٌ بأبرز أعمال الكاتبة والأديبة الموريتانيّة عيشة بنت أحمدو:
- La couleur du vent: il était une fois à: رواية صدرت بالفرنسية في العاصِمة الموريتانيّة نواكشوط في وقتٍ من عام 2011.[20][21]